# Anabisetia saldiviai

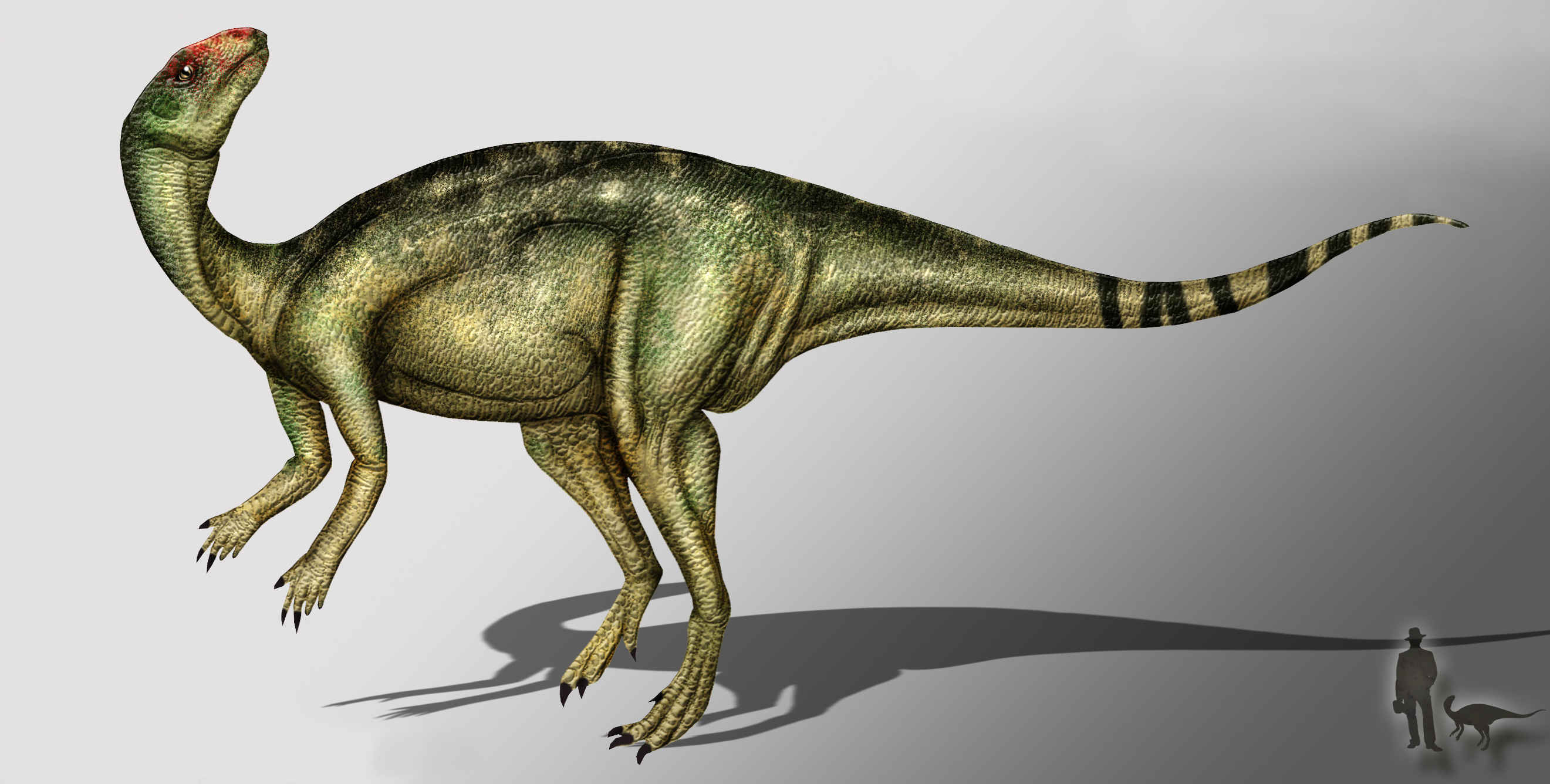
Il·lustració

Anabisetia saldiviai és una espècie de dinosaure ornitòpode que va viure al Cretaci superior en el que actualment és la Patagònia, Sud-amèrica. Era un petit herbívor bípede que mesurava uns 2 metres de longitud.